# Tendó

Els tendons d'una mà.

Els tendons són bandes molt resistents a la tracció situades als extrems musculars, unint als músculs als ossos. Són de color blanc perlat, de consistència forta i no contràctils. Estan constituïts per fibres de teixit connectiu, que s'agrupen en fascicles. Les seves cèl·lules particulars són conegudes com a tenòcits, que juntament amb les fibres de col·lagen i d'elastina són els encarregats de donar les diferents propietats a l'estructura.
Els tendons tenen dues funciones principals:
- Funció mecànica: Uneixen i transmeten forces del múscul a l'os. Per una banda el múscul s'uneix al tendó a través de la unió miotendinosa, que sol ser la part més dèbil de l'estructura quant a la resistència a les forces de tracció i, per tant, el lloc més propens a patir lesions. En aquesta zona podem trobar una transició de teixit muscular a teixit tendinós, per tant podrem trobar miòcits i tenòcits. Per l'altre extrem el tendó s'uneix a l'os mitjançant la unió osteotendinosa. És aquí on la transició serà de teixit tendinós a teixit ossi, en el segment ordre; tenòcits elastina i col·lagen, disminueix l'elastina i apareixen calcificacions i finalment osteòcits
- Funció propioceptiva: En el tendó podem trocar terminacions nervioses propioceptives (òrgans tendinosos de Golgi) els quals recapten informació sobre la tensió del tendó i poden generar reflexos per tal d'evitar danys en l'estructura d'aquest. En seria un exemple el reflex miotàtic.[1]

Els tendons estan formats per teixit connectiu dens. Els feixos de fibres que el formen es troben entrellaçats per teixit connectiu dens irregular no modelat rebent el nom de peritendó. El tendó exposat a l'aire es deteriora ràpidament, com succeeix en les ferides o intervencions quirúrgiques. Es classifica segons la seva disposició en:
- Sense beina sinovial: es localitzen en zones de baixa fricció.
- Amb beina sinovial: es localitzen en zones d'alta fricció.

Està format principalment per fibres de col·lagen de tipus I, molt estretament agrupades entre si, a més d'una escassa quantitat de fibres elàstiques i mucopolisacàrids, que s'encarreguen de mantenir-lo unit a l'os. Està ubicat a nivell dels músculs i té la funció de fer de nexe entre el múscul i l'os. Poden unir també els músculs d'estructures toves com en el globus ocular.
Tenen la funció d'inserir el múscul a l'os o a la fàscia i transmetre la força de la contracció muscular per produir un moviment. Mentre que els tendons serveixen per moure l'os o l'estructura, els lligaments són el teixit connectiu fibrós que uneixen els ossos entre si i que, generalment, la seva funció és la d'unir estructures i mantenir-les estables.